# Robert Bürchler
Robert Bürchler, född 28 maj 1915, död 23 april 1993, var en schweizisk sportskytt.
Bürchler blev olympisk silvermedaljör i gevär vid sommarspelen 1952 i Helsingfors.